# Кутия за бижута
Кутия за бижута или ковчеже за бижута е кутия, която обикновено е по-малка от сандък и в миналото обикновено е била украсявана.

## История
Напоследък кутиите за бижута са предимно съдове за дрънкулки и бижута, но в по-ранни периоди, когато други видове контейнери са били по-редки, са служили за документи и много други цели. Кутията може да има много скромна форма, да е покрита с кожа и облицована със сатен, или може да достигне монументалните пропорции на шкафове за бижута, направени за Мария Антоанета, единият от които е в Уиндзорския замък, а друг във Версайския дворец. И двата шкафа са дело на Швердфегер (като майстор на шкафове с чекмеджета), неговите асистенти Майкъл Рейяд, Мичъл Стивънс, Кристофър Висвис, Дего (като художник на миниатюри) и Томир.
Кутиите за бижута често се правят от скъпоценни материали, като злато, сребро или слонова кост. В древна Източна Азия ковчежетата често са правени от дърво, порцелан или са покривани с коприна. Някои от тези ковчежета биха могли да бъдат колекционирани като декоративни кутии.
Някои примери са останали непогребани от късната Римска империя. Ковчежето от Бреша от 4-ти век, ковчежето от Франк от 8-и век и ковчежето от Вероли от 10-11-и век са със сложно издълбана слонова кост, популярен материал за луксозни кутии доскоро. Кутиите, които съдържат или са съдържали реликви, са известни като реликварии, въпреки че не всички първоначално са направени за тази цел. Ковчеже с форма на къща е много често срещан реликварий през Средновековието, често в емайл от Лимож, но някои са били и светски.

## Галерия
- Цилиндрично ковчеже от слонова кост
- Фурнирано дърво и кутия от месинг
- С украса от кехлибар
- Ковчеже за порцеланов сервиз